# 朱钧
朱钧（？—1860年），字衡可，号筱沤，浙江海宁州人，是一名清朝政治人物。
朱钧由廪贡生捐纳为同知，赴江苏办理海运，曾于1849年接替张廷杰任松江府知府一职，1849年由锺殿选接任。咸丰年间，补苏州府知府，护理江苏按察使。咸丰十年，太平军进取江、浙攻打苏州时，募勇办团，率众守城，四月，战败自杀。赠太常寺卿，封世职。朱钧工于书法，喜画兰竹。

## 延伸阅读
[在维基数据编辑]
 《清史稿·卷490》，出自趙爾巽《清史稿》